# Anke Ohde
Anke Ohde är en östtysk kanotist.
Hon tog bland annat VM-guld i K-1 500 meter i samband med sprintvärldsmästerskapen i kanotsport 1975 i Belgrad.